# Podolestes
Podolestes is een geslacht van waterjuffers (Zygoptera) uit de familie van de Argiolestidae.

## Soorten
Podolestes omvat negen soorten:
- Podolestes atomarius Lieftinck, 1950
- Podolestes buwaldai Lieftinck, 1940
- Podolestes chrysopus Selys, 1886
- Podolestes coomansi Lieftinck, 1940
- Podolestes furcifer Lieftinck, 1950
- Podolestes harrissoni Lieftinck, 1953
- Podolestes orientalis Selys, 1862
- Podolestes pandanus Wilson & Reels, 2001
- Podolestes parvus Dow & Ngiam, 2019